# Jules de Polignac (1746-1817)
Jules de Polignac, 1.º Duque de Polignac (Claye-Souilly, 7 de junho de 1745 - São Petersburgo, 21 de setembro de 1817) foi um capitão francês. Casou-se em 1767 com Yolande Polastron, amiga da rainha Maria Antonieta. Era capitão do Real regimento de dragões de lema: "royal d´abord,premier toujours". Seu filho Jules Auguste Armand Marie foi primeiro-ministro da França.